# Silvester Lavrík
Silvester Lavrík (Savnik, 1964. január 24. –) szlovák író, költő, drámaíró, forgatókönyv- és dalszövegíró.
Az eperjesi Pavol Jozef Šafárik Egyetem tanulmányait követően szlovák nyelv és művészetoktató tanárként dolgozott. Később a pozsonyi Színművészeti Főiskolán tanult színházi rendezői szakon, majd a Szlovák Rádió igazgatójaként dolgozott Pozsonyban.

## Művei

### Próza
- Allegro barbaro (2002)
- Villa Lola (2004)
- Sex po slovensky 2. Dvojpohlavná poviedková antológia o sexe (2005, spoluautor)
- Zlodeji (2005)
- Perokresba (2006)
- Miniromány (2009)
- Päť x päť (2011)
- Zu (2011)
- Naivné modlitby (2013)
- Nedeľné šachy s Tisom (2016)
- Posledná k.&k. barónka (2019)

### Dráma
- Katarína (1996)
- Posledný letný deň (1998)
- Uschni, láska moja (1998)
- Alžběta Báthoryová (1999)
- Edgar sweden psem (1999)
- Svety za dedinou (1999)
- Sota (2001)
- Valašské remazúry (2001)
- Žltá, žltá ľalia (2003)
- Hry (2007, 1.vydanie)
- Ódy či frašky? EÚ očami drámy (2015)

### Ismeretterjesztő
- Slovensko v lete – záznam letného putovania s Mikulášom Dzurindom (2004)

### Gyermekirodalom
Hana Naglik álnéven:
- Ester a Albatros (2004) [2]
- Ježko a iné prskavky (2011)
- Ester a Turáci (2012)
- Mikuláš, Ježiško a iné komplikácie (2018)

### Magyarul megjelent
- Irina és az ördög (Allegro barbaro) – Kalligram, Pozsony, 2010 · ISBN 9788081012969 · fordította: Garajszki Margit
- Vasárnapi sakkpartik Tisóval. Történelmi regény, melyet történelmi események és az azokat megélni kénytelenek történetei ihlettek (Nedeľné šachy s Tisom) – L'Harmattan, Budapest, 2022 (Világszép irodalom) · ISBN 9789634148685 · fordította: Mészáros Tünde
- Az utolsó k. u. k. bárónő (Posledná k&k barónka) – Helikon, Budapest, 2024 (Margó könyvek) · ISBN 9789636201098 · fordította: Mészáros Tünde, utószó Ruff Orsolya

## Díjai
- 1995: Cena Alfréda Radoka – 1. miesto za hru Katarína [1]
- 1996: Cena MK SR Za tvorivý čin roka za hru Zátišie s matkou [1]
- 1998: Cena Alfréda Radoka – 3. miesto za hru Posledný letný deň [1]
- 1999: Cena MK SR Za tvorivý čin roka – úprava textu Hájnikova žena (spoluautor) [1]
- 2000: Dráma 2000 – 1. miesto za hru Uschni láska moja [1]
- 2001: Cena Dosky 2001 – nominácia za preklad a réžiu hry Davida Harrowera Nože v sliepkach [1]
- 2003: Poviedka 2003 – 3. miesto za poviedku Šólet [3]

## Fordítás
- Ez a szócikk részben vagy egészben  a   Silvester Lavrík című szlovák Wikipédia-szócikk fordításán alapul.  Az eredeti cikk szerkesztőit annak laptörténete sorolja fel. Ez a jelzés csupán a megfogalmazás eredetét és a szerzői jogokat jelzi, nem szolgál a cikkben szereplő információk forrásmegjelöléseként.